# Pirka, Mostič
Pirka (nemško Pirkach) je naselje v Občini Mostič v Okraju Šentvid ob Glini na Koroškem v Avstriji.